# Rajinikanth
Rajinikanth (tamil: ரஜினிகாந்த்)kannada:ರಜನಿಕಾಂತ್ es un actor y productor del cine tamil de la India. Debutó como actor en Apoorva Raagangal (1975), dirigida por su mentor K. Balachander. Es guionista, cantante de playback y también filántropo. A causa de las películas ha tenido influencia sobre la política de Tamil Nadu.
Recibió el premio Padma Bhushan en 2010. Es más conocido como el "superestrella" del cine tamil y es un ídolo de matiné en la India. La revista Asiaweek le nombró una de las personas más influyentes de Asia del Sur. Rajinikanth es el actor mejor pagado de Asia (aparte de Jackie Chan). Tiene muchos seguidores en Japón donde se estrenó su película Muthu en 1998.

## Filmografía
| Año  | Título                      | Papel                         | Idioma  | Premios                                             |
| ---- | --------------------------- | ----------------------------- | ------- | --------------------------------------------------- |
| 1975 | Apoorva Raagangal           | Abaswaram                     | Tamil   |                                                     |
| 1975 | Katha Sangama               |                               | Canarés |                                                     |
| 1976 | Moondru Mudichu             |                               | Tamil   |                                                     |
| 1977 | 16 Vayathinile              | Parattai                      | Tamil   |                                                     |
| 1977 | Bhuvana Oru Kelvikkuri      | Aravind                       | Tamil   |                                                     |
| 1977 | Sahodarara Savaal           |                               | Canarés |                                                     |
| 1977 | Bhuvana Oru Kelvikkuri      | Aravind                       | Tamil   |                                                     |
| 1978 | Mullum Malarum              | Kaali                         | Tamil   |                                                     |
| 1979 | Ninaithale Inikkum          |                               | Tamil   |                                                     |
| 1979 | Aarilirunthu Arubathu Varai | Santhanam                     | Tamil   |                                                     |
| 1980 | Billa                       | Billa, Raja                   | Tamil   |                                                     |
| 1980 | Murattu Kaalai              | Kaalaiyan                     | Tamil   |                                                     |
| 1981 | Thillu Mullu                | Indran/ Chandran              | Tamil   |                                                     |
| 1982 | Moondru Mugam               | Alex Pandian, Arun, John      | Tamil   | Ganador: Tamil Nadu State Film Award for Best Actor |
| 1984 | Nallavanuku Nallavan        | Manickam                      | Tamil   | Ganador: El premio filmfare tamil al mejor actor    |
| 1985 | Sri Raghavendra             | Raghavendra Swami             | Tamil   |                                                     |
| 1991 | Thalapathi                  | Surya                         | Tamil   |                                                     |
| 1992 | Annamalai                   | Annamalai                     | Tamil   |                                                     |
| 1993 | Yejaman                     | Vanavarayan                   | Tamil   |                                                     |
| 1995 | Badsha                      | Manickam                      | Tamil   |                                                     |
| 1995 | Muthu                       | Muthu, Ejamaan                | Tamil   | Ganador: Tamil Nadu State Film Award for Best Actor |
| 1997 | Arunachalam                 | Arunachalam, Vedachalam       | Tamil   |                                                     |
| 1999 | Padayappa                   | Aarupadayappan                | Tamil   | Ganador: Tamil Nadu State Film Award for Best Actor |
| 2005 | Chandramukhi                | Dr. Saravanan, King Vettaiyan | Tamil   | Ganador: Tamil Nadu State Film Award for Best Actor |
| 2007 | Sivaji                      | Sivaji Arumugam               | Tamil   | Ganador: Tamil Nadu State Film Award for Best Actor |
| 2010 | Enthiran                    | Dr. Vaseegaran, Chitti        | Tamil   |                                                     |